# Encuentro Mundial de las Familias

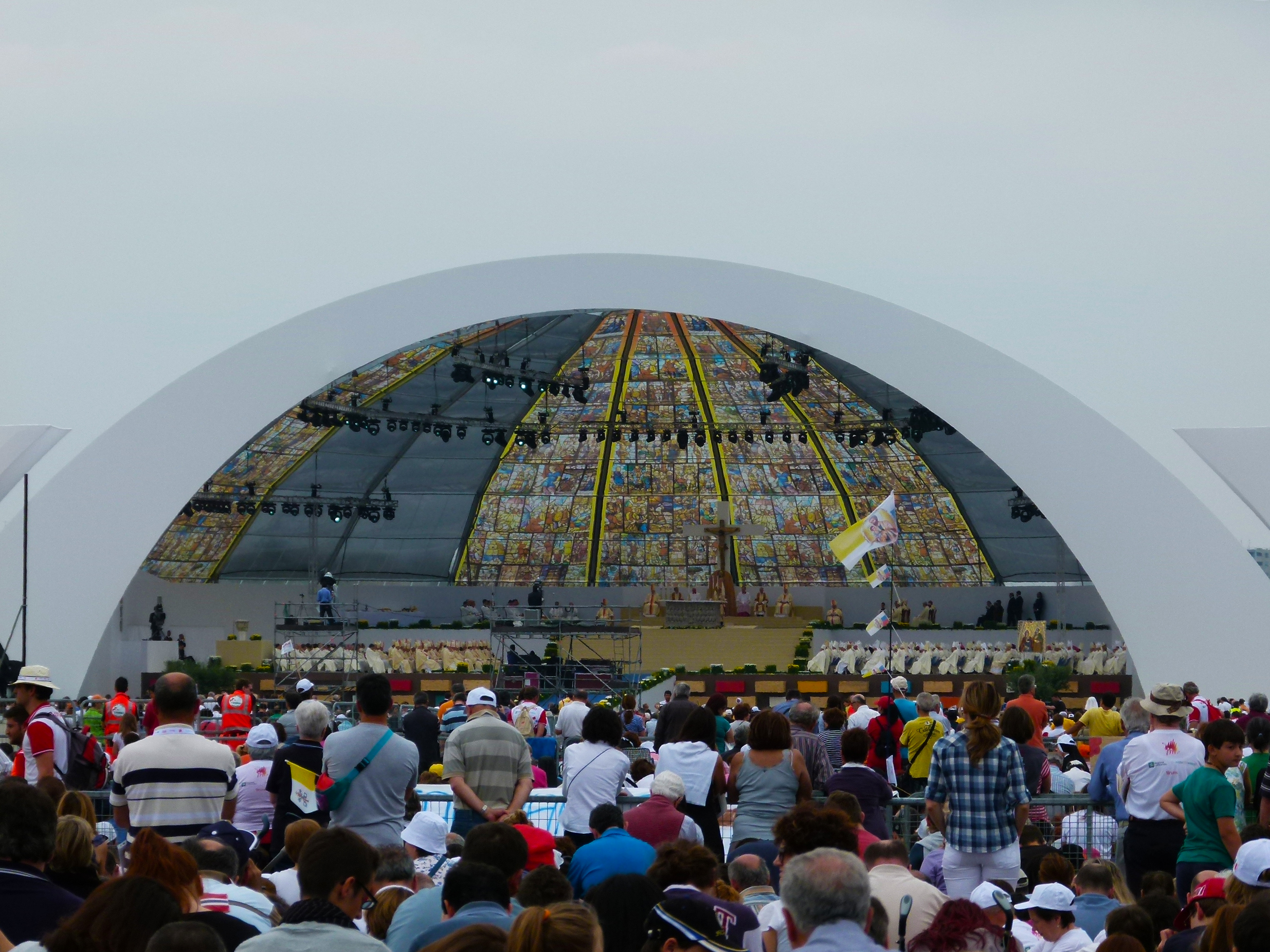
Encuentro Mundial de las Familias en 2012

El Encuentro Mundial de las Familias es una reunión a nivel internacional, con una periodicidad de tres años, convocada por el Pontificio Consejo para la Familia en el cual se celebra la familia, y en la que se trata de dialogar y profundizar en su visión católica.

## Historia
En 1992 Juan Pablo II fundó estos encuentros proclamando: «En la familia se fragua el futuro de la Humanidad». El tema fundamental es hablar de la institución de la familia y su situación en los tiempos que corren. Se van celebrando cada tres años en distintos enclaves del mundo. Hasta el momento se han celebrado en Italia, 1997 Río de Janeiro, Brasil, 2006 en Valencia, España, en 2009 en Ciudad de México, México, en 2012 se llevó a cabo en Milán, Italia, en 2015 se realizó los días 26 y 27 de octubre en la ciudad de Filadelfia y se desarrolló en Dublin, Irlanda en el año 2018.

### Todos los Encuentros
| Edición | Lugar y Fecha | Tema                                                           | Materiales | Pontifice     |
| ------- | --- | -------------------------------------------------------------- | --- | ------------- |
| I       | Roma, Italia. 8-9 de octubre de 1994                                                                                      | “La familia, corazón de la civilización del amor”              | Discurso y Homilía de Juan Pablo II.                                                                                      | Juan Pablo II |
| II      | Río de Janeiro, Brasil. 4 - 5 de octubre de 1997                                                                          | "La familia: don y compromiso, esperanza para la humanidad"    | Discurso y Homilía de Juan Pablo II.                                                                                      | Juan Pablo II |
| III     | Roma, Italia. 11-15 de octubre del 2000                                                                                   | "Los hijos, primavera de la familia y de la sociedad"          | Discurso y Homilía de Juan Pablo II.                                                                                      | Juan Pablo II |
| IV      | Manila, Filipinas. 25-26 de enero de 2003                                                                                 | "La familia cristiana: una nueva buena para el Tercer Milenio" | Discurso de Juan Pablo II.                                                                                                | Juan Pablo II |
| V       | Valencia, España. 1-9 de julio de 2006                                                                                    | "La transmisión de la fe en las familias"                      | Discurso y Homilía de Benedicto XVI.                                                                                      | Benedicto XVI |
| VI      | Ciudad de México, México. 16-18 de enero de 2009                                                                          | "La familia, formadora en los valores humanos y cristianos"    | Discurso de Benedicto XVI y Homilía del Card. Tarcisio Bertone.                                                           | Benedicto XVI |
| VII     | Milán, Italia. 30 de mayo-3 de junio de 2012                                                                              | "La familia, el trabajo y la fiesta"                           | | Benedicto XVI |
| VIII    | Filadelfia, Estados Unidos 2015                                                                                           | "El amor es Nuestra Misión: La Familia plenamente vivo"        | Discurso y Homilía de Francisco                                                                                           | Francisco     |
| IX      | Dublin, Irlanda. 2018. | "El Evangelio de la Familia: Alegría para el Mundo”.           | Discurso y Homilía de Francisco                                                                                           | Francisco     |
| X       | Roma, Italia. (Inicialmente programado para el 23-27 de junio de 2021, aplazado por Coronavirus) 22 a 26 de junio de 2022 | "El amor familiar: vocación y camino de santidad".             | Dicasterio para los Laicos, la Familia y la vida Año "Familia Amoris Laetitia", 19 de marzo de 2021 - 26 de junio de 2022 | Francisco     |
| XI      | (Sede por determinar) 2028                                                                                                | (Por determinar)                                               | | Francisco     |